# Age of Mythology
Age of Mythology (comunament abreviat com AoM) és un videojoc per a ordinador personal d'estratègia en temps real en base mitològica desenvolupat per Ensemble Studios i publicat per Microsoft Game Studios. Es va treure al mercat l'1 de novembre de 2002 als Estats Units i una setmana més tard a Europa.
Forma part de la saga de videojocs Age of Empires, Age of Mythology està inspirat en el mites i les llegendes dels grecs, egipcis i nòrdics. no obstant, hi ha molts elements del joc que són similars als altres videojocs d’Age of Empires. Les campanyes estan basades en l'almirall de l'Atlàntida Arkantos, el qual es veu obligat a viatjar per les tres cultures del joc a la caça d'un ciclop que s'ha aliat amb Posidó en contra de l'Atlàntida.
Comercialment va tenir molt d'èxit, es van vendre més d'un milió de còpies. La recepció crítica va ser generalment positiva: tant GameRankings com Metacritic li van atorgar una puntuació del 89%.

## Opcions de joc
El joc permet jugar individualment (escenaris individuals), contra altres oponents via Internet o superar tots els nivells d'una campanya. En aquesta campanya l'heroi, Arkantos, ha nascut a l'Atlàntida i veu que la seva pàtria ha perdut el favor dels déus. Per això emprèn una aventura que el portarà a la Guerra de Troia, a recuperar les relíquies del déu egipci Osiris i visitar l'inframón fins a vèncer l'antagonista del joc (Gargarensis). Arkantos assoleix la immortalitat com a premi per la seva tasca.